# Бломберг, Кейо
Кейо Бломберг (фин. Keijo Blomberg, 5 марта 1917 — 1994) — финский шахматист.
Серебряный призер чемпионата Финляндии 1948 г. (чемпионом стал А. Ниемеля).
В составе сборной Финляндии участник командного турнира северных стран, проходившего в 1948 г. в Сальтшобадене (победил норвежца Л. Сторма Херсета, сыграл вничью с датчанином Н. Лие и шведом Г. Скарпом).

## Спортивные результаты
| Год  | Город        | Соревнование                    | + | − | = | Результат | Место |
| ---- | ------------ | ------------------------------- | - | - | - | --------- | ----- |
| 1948 | Турку        | Чемпионат Финляндии             |   |   |   |           | 2     |
|      | Сальтшобаден | Командный турнир северных стран | 1 | 0 | 2 | 2 из 3    |       |